# Javier Pereira (supercentenario)
Javier Pereira (Tuchín, c. 1789-Montería, 30 de marzo de 1958) fue un indígena zenú colombiano que supuestamente tenía más de 169 años en el momento de su muerte.

## Biografía
Nacido en el hoy municipio de Tuchín (Córdoba). Fue encontrado en el corregimiento de Puerto Nuevo en San Pelayo (Córdoba).
Entrevistado por historiadores, pudo aportar información sobre hechos históricos como la Batalla de Cartagena, así como conflictos indígenas y una terrible hambruna que se había producido años antes. También fue consultado sobre el secreto de su longevidad a lo que Pereira dijo que hay que masticar granos de cacao, beber mucho café, fumarse un cigarro grande de vez en cuando y no preocuparse.
Viajó a Bogotá, Caracas (donde asistió a la semana del anciano) viajó con su mánager autoproclamado el periodista Santander Suárez Brango, y a Nueva York sin que Santander Suárez se enterara, por iniciativa del periodista Flavio Correa Douglas, representante de Ripley's Publicación.
Aunque en algunos libros se dice erróneamente que su muerte fue en "1955 o 1956", Pereira estaba vivo y en buen estado de salud cuando visitó la ciudad de Nueva York a expensas de los editores de Ripley's Believe It or Not en septiembre de 1956, durante ocho días para realizarse exámenes en el Centro Médico de Cornell, estando lo suficientemente saludable como para golpear a cuatro personas en una conferencia de prensa en el Hotel Biltmore el 27 de septiembre.
Pereira en su viaje a Nueva York fue revisado por equipos de médicos modernos. Medía 1.32 m y pesaba 34 kilos. No tenía dientes pero su cabello aún era castaño. Tenía la presión arterial y la salud de un hombre joven ya que podía pararse fácilmente en una pierna, hacer piruetas, caminar varias cuadras y subir un par de tramos de escaleras sin perder el aliento. Un médico dijo que tenía la apariencia de un hombre de "más de 150 años".

## Muerte
Su muerte fue anunciada desde Colombia luego de que ocurriera el 30 de marzo de 1958. Un despacho de Associated Press desde Montería informó que "Javier Pereira, el pequeño indio que muchos creen que es el hombre más viejo del mundo, murió anoche. Los expertos dijeron que no había forma de determinar su edad exacta pero algunas personas afirman que tenía 168 años."
Pereira tuvo cinco esposas a las cuales sobrevivió, incluyendo a todos sus hijos e incluso a sus nietos. Pereira fue "descubierto" en 1954 cuando supuestamente el último nieto que le quedaba había muerto en 1941 a la edad de 85 años. La fecha de muerte más específica fue reportada el 30 de marzo de 1958 en Montería. Su obituario se informó en Time el 14 de abril de 1958 en la página 88. 

## Homenajes
En 1957, Colombia emitió un sello postal conmemorativo de Pereira.